# Bethaus der Baptisten in Jever
Koordinaten: 53° 34′ 28,9″ N, 7° 53′ 50,6″ O

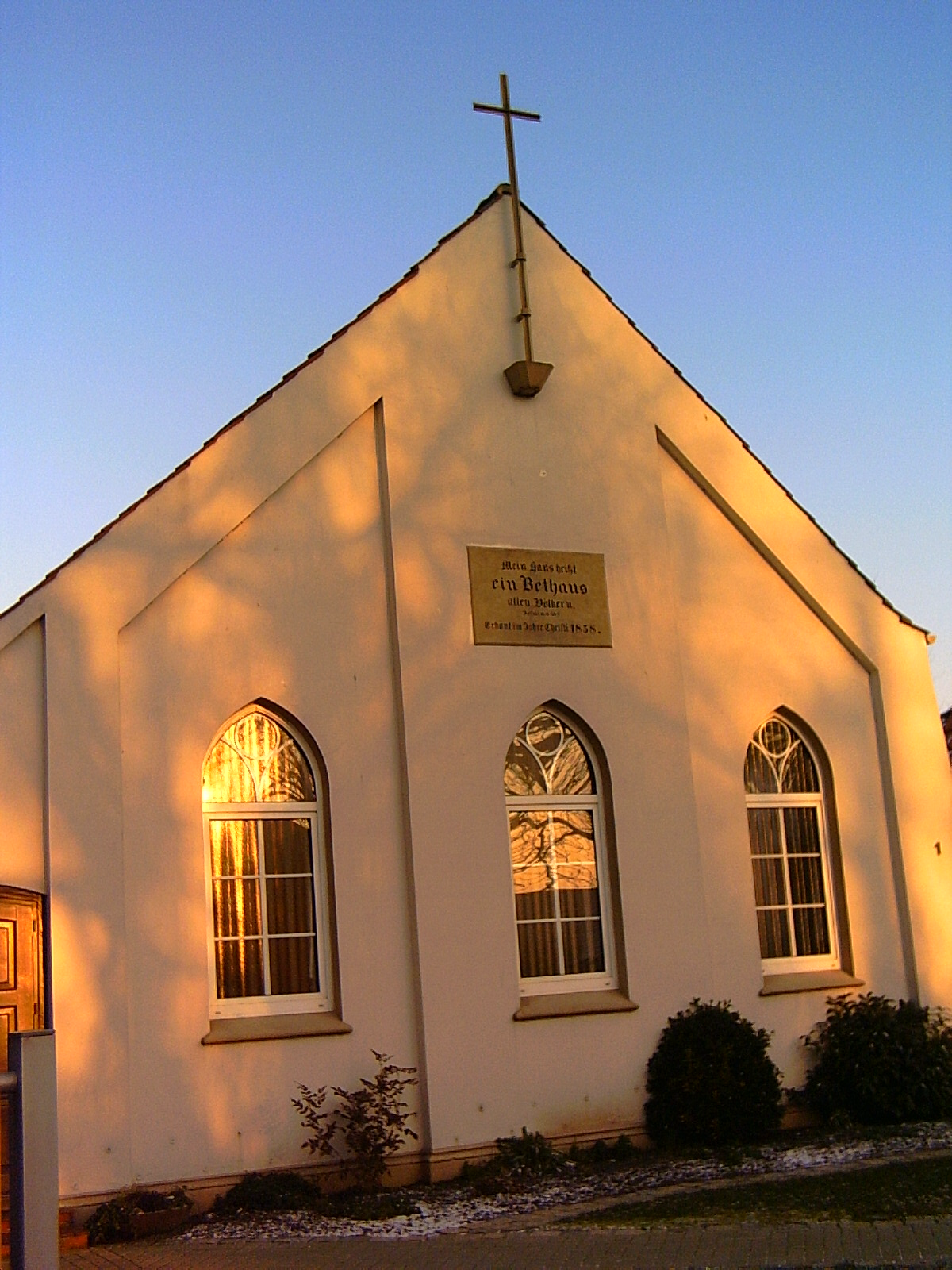
Bethaus der Baptisten in Jever

Das Bethaus der Baptisten in Jever (auch Baptistenkapelle Jever genannt) wurde 1858 errichtet und ist eines der ältesten baptistischen Kirchengebäude in Deutschland. Das Bethaus wird noch heute zu gottesdienstlichen Zwecken genutzt. Es befindet sich außerhalb des historischen Stadtkerns von Jever. Das Kirchengrundstück liegt am Elisabethufer 1 in der sogenannten St. Annen-Vorstadt.
Älter als das jeversche Bethaus der Baptisten sind nur das Bethaus in Felde bei Westerstede (erbaut 1850), das Haus zum Gottesdienst Westoverledingen-Ihren (erbaut 1854) sowie die Eben-Ezer-Kapelle (erbaut 1856; heute Köbners Kirche genannt) in Wuppertal-Barmen. Die ersten deutschen Baptistenkirchen in Hamburg (erbaut 1847) und Berlin (erbaut 1848) wurden während des Zweiten Weltkrieges zerstört.

## Baubeschreibung

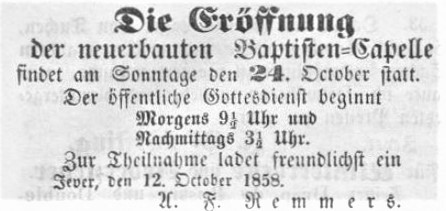
Anzeige im Jeverschen Wochenblatt anlässlich der Einweihung der neuen „Capelle“ (1858)

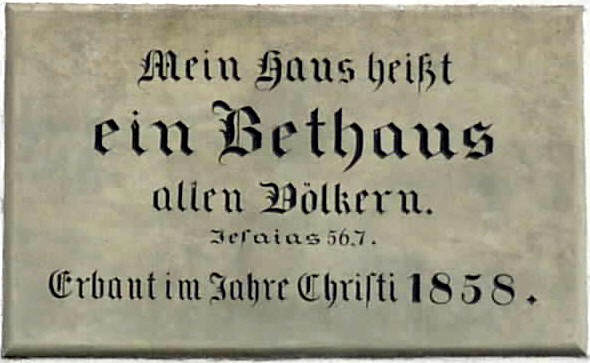
Sandsteintafel an der Giebelfront des Bethauses

Die Sehenswürdigkeiten von Jever (1865):
Das Bethaus der Baptisten (hier: Baptistenkapelle) befindet sich oben rechts

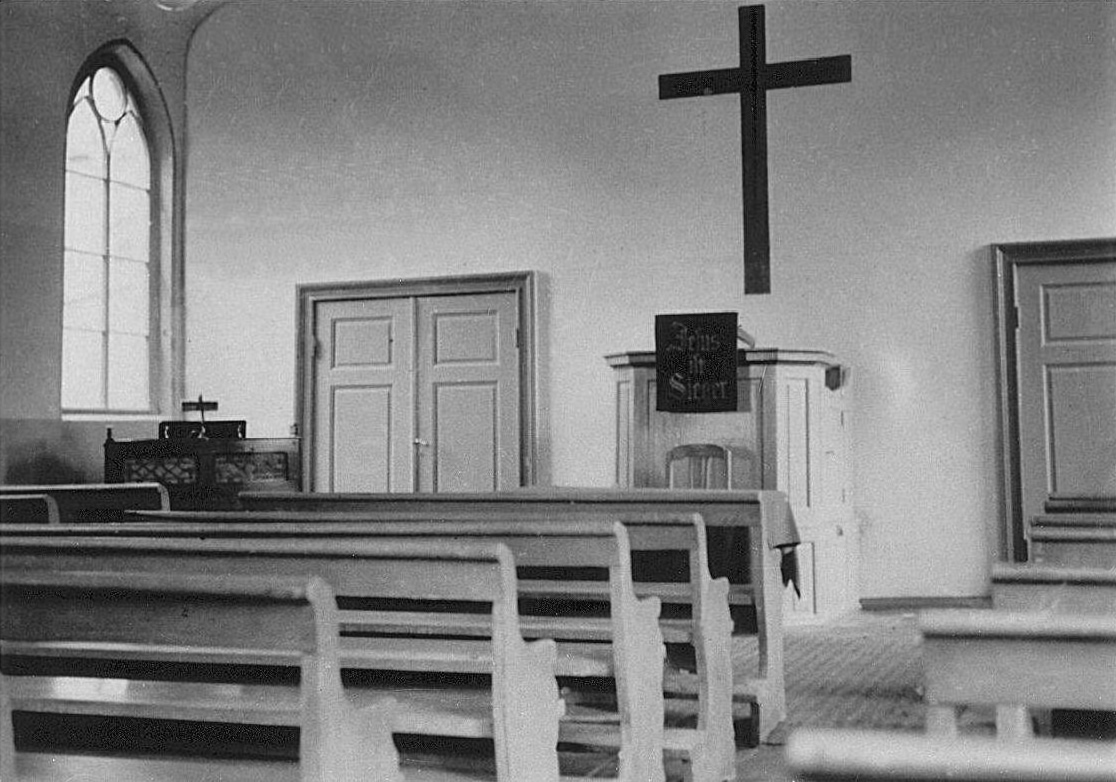
Das Innere des Bethauses um 1926

Das Gotteshaus der Baptisten ist im Laufe seiner über 160-jährigen Geschichte mehrfach umgebaut und auch äußerlich verändert worden.

### Der ursprüngliche Bau
Beim Bethaus handelte es sich um einen einfachen Saalbau. An den Längsseiten befanden sich jeweils vier einfachverglaste Kirchenfenster im gotisierenden Stil. Das Eingangsportal befand sich in der Mitte der Giebelseite, rechts und links flankiert von zwei weiteren Kirchenfenstern.
In der Giebelspitze befand sich ebenfalls ein Kirchenfenster, allerdings kleiner gehalten als die anderen. Die Vorderfront war aufgegliedert durch vier säulenartige Mauervorsprünge. Zwei von ihnen markierten die Ecken des Bethauses, zwei weitere hoben den Eingangsbereich hervor. Alle vier Mauervorsprünge waren gekrönt mit Zinnen, die über die Dachgrenze hinausragten. Ähnliche Strukturelemente finden sich auch bei verschiedenen jeverschen Privathäusern, die im selben Zeitraum erbaut worden sind.
Im Giebel befindet sich bis heute eine Sandsteintafel, die von Johann Ludwig Hinrichs anlässlich der Einweihung des Bethauses gestiftet worden war und deren Inschrift dem Gotteshaus der jeverschen Baptisten seinen Namen gab. Die Inschrift lautet: Mein Haus heißt ein Bethaus allen Völkern. Jesaias 56.7. Erbaut im Jahre Christi 1858.
Aufgrund von Archivunterlagen der Gemeinde ergibt sich für das Innere des Bethauses folgendes Bild: Hinter dem Eingangsportal lag ein kleiner aus Holz gefertigter Vorraum. Der eigentliche Kirchenraum umfasste etwa zwei Drittel des Saalbaus und bot nach Zahl der Bänke etwa 100 Gottesdienstbesuchern Platz. Im hinteren Drittel des Bethauses befanden sich zwei Mehrzweckräume, wovon einer mit einer einfachen Kücheneinrichtung ausgestattet war. Die Räume dienten bei Taufen auch als Umkleideräume der Täuflinge.
Der Blick des eintretenden Besuchers fiel auf ein schlichtes Kreuz und eine etwas überdimensionierte und erhöhte Kanzel. Vor der Kanzel befanden sich der Abendmahlstisch und drei Stühle. Das für Baptistenkirchen typische Baptisterium war unterhalb des Abendmahlstisches im Fußboden eingelassen. Bei Taufgottesdiensten wurde der Tisch beiseitegeschoben und die Abdeckung des Taufbeckens entfernt. Rechts und links der Kanzel befand sich jeweils eine Tür, die in die genannten hinteren Räume führte. Ein Tonnengewölbe schloss den Gottesdienstraum nach oben hin ab.
Vor dem Bethaus, wo sich heute Parkplätze befinden, standen zwei zeitgleich mit der Kirche errichtete baugleiche Wohngebäude (Grundfläche rund 40 m²) mit jeweils zwei Zimmern im Erd- und zwei Zimmern im Dachgeschoss. Hier sollten – so die ursprüngliche Absicht – der Pastor und der Kastellan (Küster) der Gemeinde wohnen, wozu es aber aufgrund verschiedener Umstände nie gekommen ist. Der Wohnraum wurde bis zum Abbruch der Häuser im Jahr 1957 privat vermietet. Dass die beiden Häuser vor die Kirche gebaut wurden und damit die freie Sicht auf das Bethaus blockierten, hing mit den Bauvorschriften der damaligen Zeit zusammen: Freikirchliche Gotteshäuser durften – ebenso wie Synagogen – in der Regel nur als Hinterhofbebauung errichtet werden.

### Heutiger Zustand
Nach größeren Umbaumaßnahmen in den Jahren 1959 und 1980 bietet sich heute folgendes Bild: Die Strukturelemente an der Fassade wurden weitgehend beseitigt, die „Zinnen“ entfernt und das Kirchenfenster in der Giebelspitze zugemauert. Als Eingangsbereich mit Vorraum dient jetzt ein kleiner Seitenanbau. Die ursprüngliche Kirchentür wurde durch ein Kirchenfenster ersetzt. Auch im Inneren haben sich größere Veränderungen ergeben. Kanzel und Abendmahlstisch befinden sich nun an der gegenüberliegenden Seite. Das Tonnengewölbe wurde entfernt und durch eine normale Decke ersetzt. Das Taufbecken befindet sich noch ungefähr an seinem ursprünglichen Platz, ist jedoch offen. Einer der beiden hinteren Räume wurde dem Gottesdienstraum zugeschlagen. Im anderen rückwärtigen Raum befinden sich Toiletten, ein Hinterausgang und eine Treppe, die zu den oberen Räumen führt. Bei diesen Räumen handelt es sich um drei Gruppenräume verschiedener Größe und eine Küche.

## Geschichte

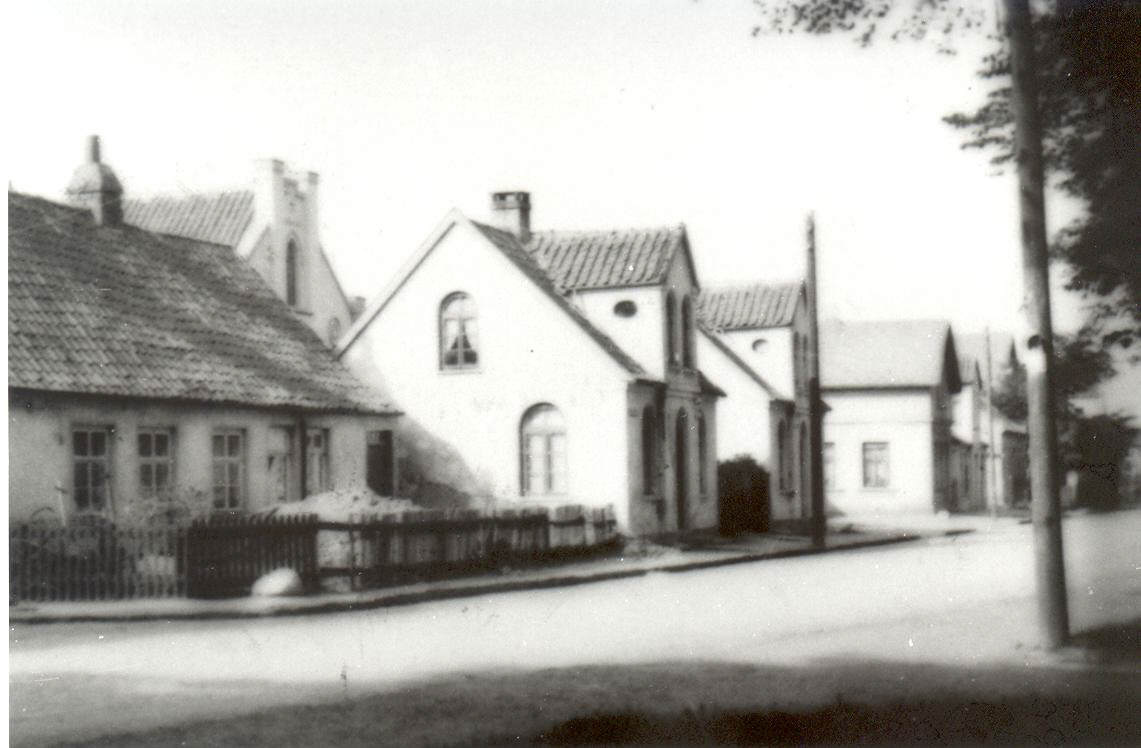
Häuser vor dem Bethaus – im Hintergrund das Bethaus

Einladung zu einer Vortragswoche mit Wilhelm Haupt (Oktober 1883)

Die Baptistengemeinde Jever (seit 1942 auch Evangelisch-Freikirchliche Gemeinde genannt) konstituierte sich unter der Leitung Johann Gerhard Onckens am 30. August 1840 in Jever mit 19 Gemeindemitgliedern. Ihr erstes Domizil war das Gartenhaus eines angesehenen jeverschen Kaufmanns. Bereits im Oktober ihres Gründungsjahres stellte die kleine Gemeinde beim Kirchenrat der Oldenburgischen Evangelisch-lutherischen Landeskirche den Antrag, die Gründung einer Evangelisch Taufgesinnten Gemeinde in Jever zu gestatten. Beigefügt war das von Johann Ludwig Hinrichs abgefasste Glaubensbekenntniß der Evangelischen Taufgesinnten (Baptisten) Gemeinden in Amerika, Großbritannien, Hamburg pp und Jever. Der Antrag, der abschlägig beschieden wurde, lenkte die Aufmerksamkeit der landeskirchlichen und staatlichen Behörden auf die junge Gemeinde. Ihre gottesdienstlichen Zusammenkünfte wurden bei Androhung von Geld- und/oder Gefängnisstrafen verboten. Kinder baptistischer Familien wurden mit Polizeigewalt in die Kirche verbracht und dort vom Pastor gegen den Willen der Eltern getauft. Waren sie nicht bereit, die dafür festgesetzten Gebühren zu bezahlen, wurden sie gepfändet. So war zunächst ein geordnetes gottesdienstliches Leben der Gemeinde nicht möglich. Die Versammlungsorte mussten aufgrund von Verfolgung ständig gewechselt werden. Die Gottesdienste fanden in Privathäusern, Scheunen und unter freiem Himmel statt. Taufen wurden bei Nacht in den Gewässern des Wangerlandes durchgeführt. Dennoch wuchs die Gemeinde und konnte im Umland von Jever weitere Gemeindegründungen initiieren.
Ein erster Durchbruch gelang in der von Jever aus gegründeten Gemeinde Felde bei Halsbek (heute Westerstede). Hier war es vor allem der Gemeindeälteste Frerich Bohlken, der durch seine zahlreichen Eingaben beim Großherzog in Oldenburg eine gewisse Duldung der Baptisten erreichte. Bereits 1847 erhielt er die Erlaubnis, für die Felder Baptisten eine Kapelle zu errichten, was auch im selben Jahr geschah. Auch in Jever legten die Behörden von diesem Zeitpunkt an eine liberalere Haltung an den Tag. Zu baptistischen Gottesdiensten durfte öffentlich eingeladen werden. Anfang der 1850er Jahre wurde in der Gemeinde der Beschluss gefasst, eine eigene Kirche zu erbauen. Der Durchführung musste allerdings zurückgestellt werden, da sich über 30 Gemeindemitglieder zur Auswanderung nach Illinois entschlossen und Gemeindegründungsinitiativen in Varel und Seefeld (Stadland) (heute: Baptistengemeinde Nordenham) weitere Mitglieder aus Jever abzogen. Am 6. Dezember 1856 berichtete Johann Gerhard Oncken in einem Brief an seine amerikanischen Missionspartner von einem Besuch in Jever. Die Gemeinde – so Oncken – sei gewachsen und die verabschiedeten Baupläne ständen kurz vor ihrer Realisierung. Anfang 1858 meldet der Gemeindeälteste Anton Friedrich Remmers denselben Adressaten, dass nun der Bau einer Kapelle genehmigt sei und Hoffnung bestünde, noch 1858 den Bau des Bethauses zu vollenden. Als Remmers Ende Januar 1858 den Grundstein des Bethauses am Elisabethufer legte, hatte die Gemeinde Jever rund 80 getaufte Gemeindemitglieder (ohne Kinder und Freunde). Da die Gemeinde keine Korporationsrechte besaß, wurde im Grundbuch der Kirchbau auf den Namen von A. F. Remmers eingetragen. Als er 1881 starb, verweigerten seine Erben, die nicht zur Gemeinde gehörten, die Herausgabe des Bethauses. Nach jahrelangen vermögensrechtlichen Auseinandersetzungen kaufte die Gemeinde der Erbengemeinschaft ihr Bethaus ab und bezahlte es gewissermaßen zum zweiten Mal.
Die Einweihung des Bethauses fand am Sonntag, dem 24. Oktober 1858 statt. Die Festpredigten hielten die Gründerväter der deutschen baptistischen Bewegung Johann Gerhard Oncken und Julius Köbner. Auch August Friedrich Wilhelm Haese, der damals als Missionar rund um den Jadebusen wirkte, war an den Einweihungsfeierlichkeiten beteiligt. Der Kirchenneubau machte offensichtlich Eindruck. Auf einer Lithografie von Klusmeier (etwa 1865) gehört das Bethaus neben dem Schloss, der Stadtkirche und weiteren Gebäuden zu den Sehenswürdigkeiten von Jever.
Zwei weitere Auswanderungswellen sowie die Sogwirkung der nahe gelegenen „neuen“ Stadt Wilhelmshaven ließen die Zahl der jeverschen Baptisten zusammenschmelzen. 1914 hatte die Gemeinde nur noch vier Mitglieder und einige Freunde, die sich im Bethaus zum Gottesdienst versammelten. Es wurde ernsthaft darüber nachgedacht, die Kirche zu schließen, was aber durch den Anschluss der Jeveraner an die aufblühende Baptistengemeinde in Wilhelmshaven verhindert wurde. Erst nach 1945 waren die Baptisten von Jever wieder in der Lage, als selbstständige Gemeinde zu existieren.
Heute (2019) gehören zur Gemeinde des Bethauses 95 getaufte Mitglieder. Dazu kommen noch rund 60 Kinder, Familienangehörige und Freunde der Gemeinde. Der durchschnittliche Gottesdienstbesuch liegt zwischen 80 und 90 Teilnehmern. Die Gemeinde gehört zum Evangelisch-Freikirchlichen Landesverband Baptisten im Nordwesten und innerhalb des Landesverbandes zur regionalen Arbeitsgemeinschaft Ems-Jade-Mission.

## Pioniere, Älteste und Pastoren im Dienst der Baptistengemeinde Jever

Johann Ludwig Hinrichs

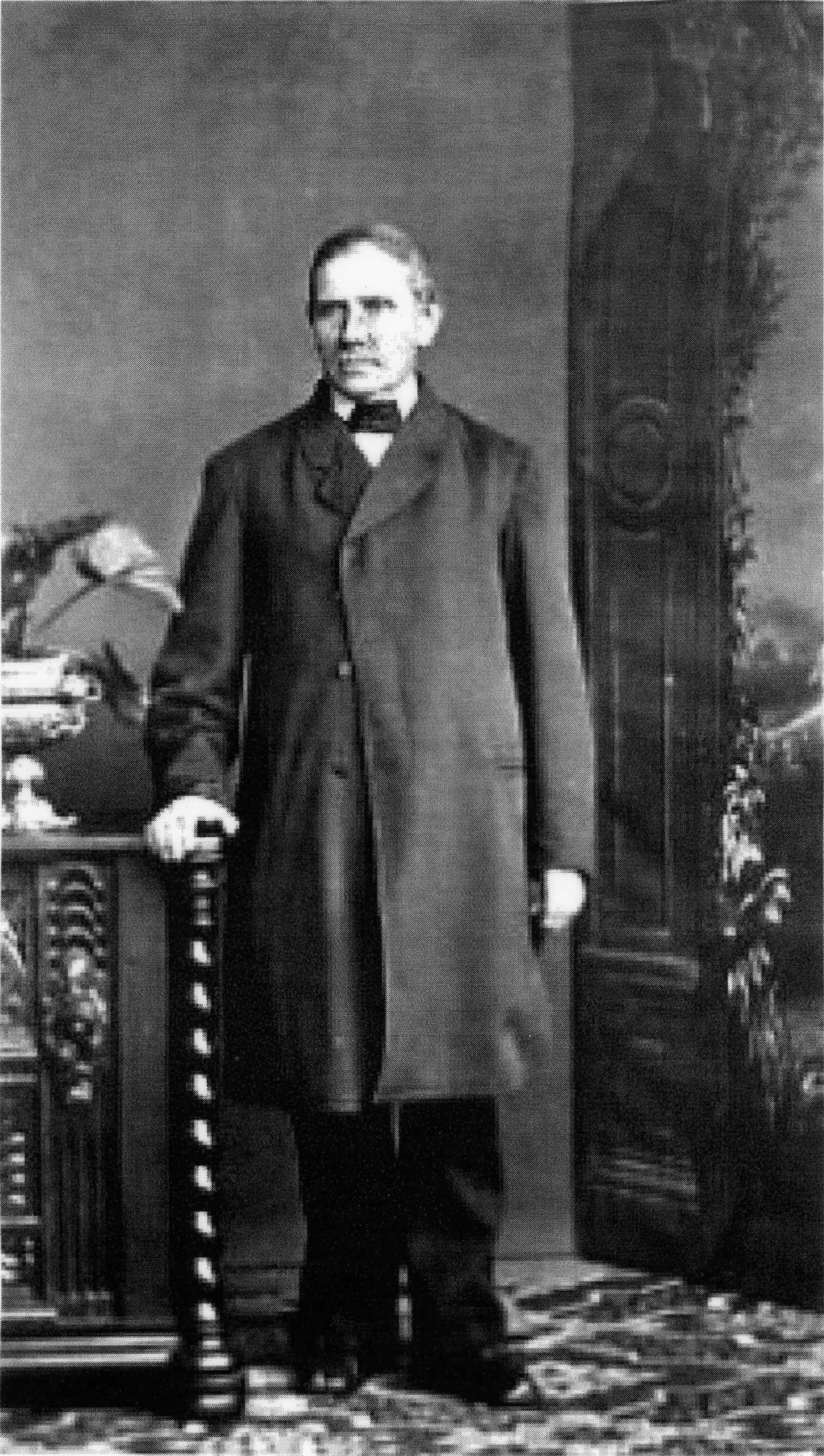
Anton Friedrich Remmers, Erbauer des Bethauses

August Friedrich Wilhelm Haese

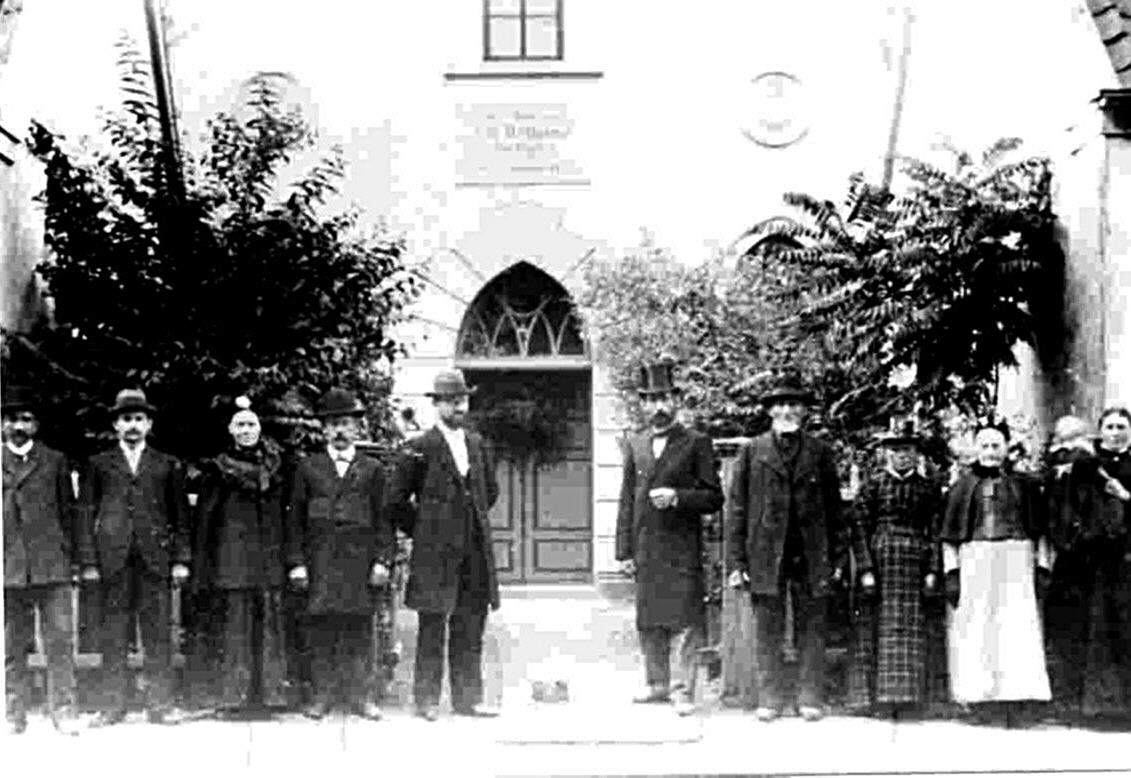
Einführung Prediger Paul Schnell
(rechts neben der Eingangstür; 1899)

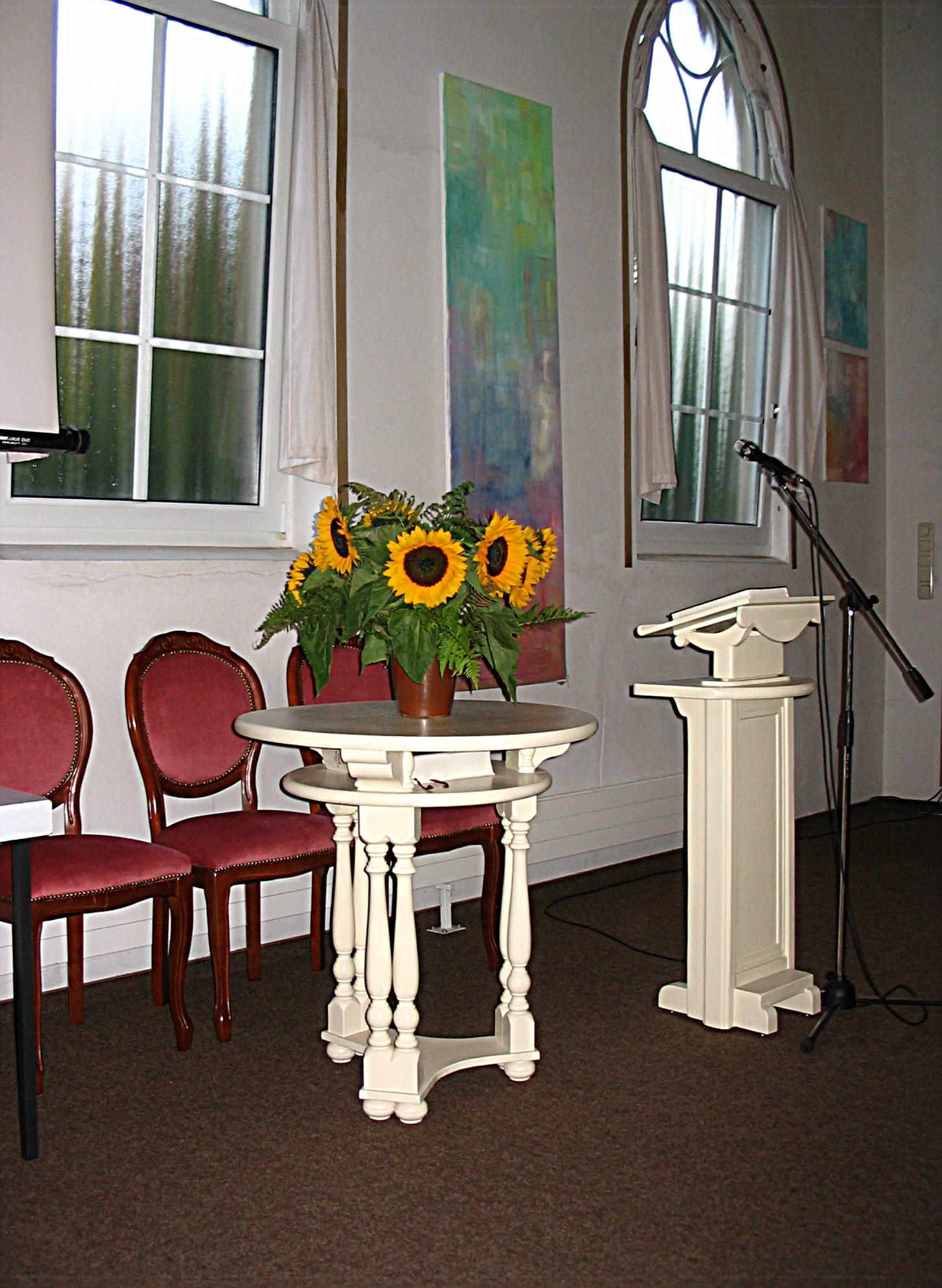
Kanzel und Abendmahlstisch im Bethaus heute

Die folgende Liste enthält die Namen der leitenden Personen der Baptistengemeinde Jever. Sie orientiert sich an der Festschrift 1840–2015. 175 Jahre Baptistengemeinde Jever. Die längste Dienstzeit lag im Laufe der über 180-jährigen Gemeindegeschichte bei 36 Jahren (Anton Friedrich Remmers), die kürzeste dauerte lediglich ein Jahr (Albert Schulz).
| Nr. | Name                           | Dienstzeit | Anmerkungen |
| --- | ------------------------------ | ---------- | --- |
| 01  | Heinrich Anton Lüken           | vor 1840   | Schneidergeselle Heinrich Anton Lüken, baptistischer Pionier im Jeverland |
| 02  | Johann Joachim Martens         | vor 1840   | Martens, von Beruf Böttcher, war von Johann Gerhard Oncken ab 1837 mit der Durchführung von Gottesdiensten beauftragt. |
| 03  | Johann Ludwig Hinrichs         | 1840–1845  | Ehemaliger „Hülfslehrer“ in Sillenstede, als Baptist mit Berufsverbot belegt; Verfasser des „Glaubensbekenntniß der Evangelisch Taufgesinnten (Baptisten) Gemeinden in Amerika, Großbritanien, Hamburg pp und Jever“, Pastor, Ältester und Missionar |
| 04  | Anton Friedrich Remmers        | 1845–1881  | Buchbinder und Buchhändler in Jever, Ältester und Prediger. Während seiner Dienstzeit wurde das Bethaus am Elisabethufer errichtet, |
| 05  | August Friedrich Wilhelm Haese | 1882–1884  | Pastor und Ältester (in Kooperation mit der Baptistengemeinde Varel). |
| 06  | Friedrich Wilhelm Nickel       | 1884–1888  | Pastor und Ältester. Nickel war bekannt für seine evangelistischen „Mittwochsvorträge“. |
| 07  | Johann Hinrich Janshen         | 1888–1896  | Ältester |
| 08  | Paul Schnell                   | 1899–1900  | Pastor und Ältester; veranstaltete „Gebetsgottesdienste für die verbündeten Truppen in China“ anlässlich des Boxeraufstandes 1900. Noch im selben Jahr folgte er einem Ruf der Baptistengemeinde Lehe (heute: Bremerhaven).                          |
| 09  | Ludwig Grüber                  | 1900–1904  | Pastor und Ältester (in Kooperation mit der Baptistengemeinde Wilhelmshaven). |
| 10  | Carl Brauns                    | 1904–1905  | Kolporteur und Prediger. 1904 hatte die Baptistengemeinde Jever nur noch vier Mitglieder. In den folgenden Jahren übernahmen die Pastoren der damals jungen Gemeinde Wilhelmshaven die seelsorgerliche Betreuung.                                    |
| 11  | Peter Martin Betzou            | 1906–1914  | Pastor und Ältester (Baptistengemeinde Wilhelmshaven) |
| 12  | Theodor Duprée                 | 1915–1916  | Pastor und Ältester (Baptistengemeinde Wilhelmshaven) |
| 13  | Albert Schulz                  | 1916       | Pastor (Baptistengemeinde Wilhelmshaven) |
| 14  | Willy Sawadda                  | 1916–1919  | Pastor (Baptistengemeinde Wilhelmshaven) |
| 15  | Emil Kerner                    | 1919–1921  | Pastor (Baptistengemeinde Wilhelmshaven) |
| 16  | Willy Spornitz                 | 1921–1923  | Hausmissionar und Prediger. Nach 16 Jahren erhielt die Baptistengemeinde Jever wieder einen eigenen Hauptamtlichen. Die Anzahl der Gemeindemitglieder stieg auf 19                                                                                   |
| 17  | Friedrich Wilhelm Hermann      | 1923–1926  | Pastor (in Kooperation mit der Baptistengemeinde Wilhelmshaven) |
| 18  | Theodor Mosalkow               | 1927–1932  | Pastor (Baptistengemeinde Wilhelmshaven) und Evangelist. Mosalkows evangelistische Verkündigung sorgte für einen neuen Aufbruch in der kleinen Gemeinde Jever.                                                                                       |
| 19  | Hermann Hokema                 | 1932–1952  | Kaufmann, Pastor und Evangelist. In seiner Dienstzeit, die ein Chronist der Gemeinde als „Ära Hokema“ bezeichnet, setzt sich der Aufbruch fort. Die Gemeinde erhält 1946 ihre Selbständigkeit zurück.                                                |
| 20  | Otto Simon                     | 1950–1953  | Pastor auf Probe; von 1950 bis 1952 unter Anleitung von Hermann Hokema |
|     | Vakanz                         | 1953–1956  | In dieser Zeit erfuhr die Gemeinde Hilfe durch Hamburger Theologiestudenten, die als Praktikanten und sogenannte „Feriendienstler“ nach Jever kamen; darunter waren Günter Weichert, Klaus Fobbe, Gottfried Sontheimer und Siegfried Kuhs.           |
| 21  | Erhard Ottenberg               | 1956–1957  | Diakon und Prediger |
| 22  | Bernd Kuhn                     | 1958–1962  | Pastor (in Kooperation mit dem Gemeindejugendwerk des baptistischen Regionalverbandes Nordwestdeutschland) |
| 23  | Helmut Kissel                  | 1963–1968  | Pastor und Ältester (in Kooperation mit der Baptistengemeinde Aurich) – Kissel ist auch als Maler bekannt. |
|     | Vakanz                         | 1968–1970  | - |
| 24  | Günther Hierath                | 1970–1981  | Pastor und Ältester (in Kooperation mit der Baptistengemeinde Aurich) |
| 25  | Norbert Schäfer                | 1982–1988  | Pastor und Ältester (in Kooperation mit der Baptistengemeinde Aurich) |
| 26  | Günter Anhalt                  | 1988–1996  | Pastor und Ältester (in Kooperation mit der Baptistengemeinde Aurich) |
| 27  | Gregor Helms                   | 1999–2017  | Pastor, Ältester und Evangelist (in Kooperation mit dem evangelisch-freikirchlichen Landesverband Baptisten im Nordwesten / Ems-Jade-Mission) |
|     | Vakanz                         | 2017–2018  | |
| 28  | Ole Hinkelbein                 | 2018–2021  | Pastor und Ältester |
|     | Vakanz                         | 2021–      | |